# Pamiętnik kobiety, która trwa
Pamiętnik kobiety, która trwa (ang. Memoirs of a Survivor) – brytyjski film fantastycznonaukowy z 1981 na podstawie dystopijnej powieści noblistki Doris Lessing Pamiętnik przetrwania.
Film był prezentowany w sekcji „Un Certain Regard” na 34. MFF w Cannes.

## Fabuła
W niedalekiej przyszłości cywilizacja ludzka podupada. Administracja jeszcze funkcjonuje, ale zawodzą kolejne udogodnienia cywilizacyjne. Pustoszeją powoli miasta, w których grasują gangi. W tym świecie rozgrywają się losy kobiety i oddanej jej pod opiekę dziewczynki. Rzeczywistość przeplata się ze światem fantazji.

## Obsada
- Julie Christie – D
- Christopher Guard – Gerald
- Leonie Mellinger – Emily Mary Cartwright
- Debbie Hutchings – June
- Nigel Hawthorne – wiktoriański ojciec
- Pat Keen - wiktoriańska matka
- Georgina Griffiths - Emily
- Christopher Tsangarides - wiktoriański syn
- Mark Dignam - doręczyciel wiadomości
- Alison Dowling - Janet White
- John Franklyn-Robbins - profesor White
- Rowena Cooper - pani White
- Barbara Hicks - kobieta na spustoszonych ziemiach

## Nagrody
- Fantasporto 1982
  - International Fantasy Film Award za najlepszą reżyserię – David Gladwell
  - Nagroda Publiczności – David Gladwell

- Avoriaz Fantastic Film Festival 1982 
  - Nagroda Antennae II – David Gladwell
  - Nagroda Specjalna Jury – David Gladwell